# Kolędziany
Kolędziany (al. Kolendziany, ukr. Колиндяни, Kołyndiany) – wieś na Ukrainie położona nad rzeczką Niczławą, w  rejonie czortkowskim obwodu tarnopolskiego, w hromadzie Kolędziany. Siedziba hromadzie Kolędziany. Liczy 1759 mieszkańców. Droga terytorialna T 2001 przechodzi przez wieś.

## Dane statystyczne
Liczba mieszkańców: 1759 (spis z 2001). Powierzchnia: 0,333 km². Gęstość zaludnienia: 5282 280 osób/km². Kod pocztowy: 48552. Kod AMTS: 8 – 03552

## Historia
Miejscowość została pierwszy raz wzmiankowana w dokumentach z 1481. W XVII wieku zaczęto używać nazwy Kolędziany pochodzącej od kołów, pali fortyfikacji otaczających wioskę. Oficjalnie nazwę Rajgródek potwierdzono przywilejem pod koniec XVII wieku za sprawą rodziny Strażmieńskich. Następnie miejscowość stała się rodową siedzibą Wołodyjowskich, którzy według legendy pod koniec XVIII wieku w Boże Narodzenie podarowali wioskę Dominikanom, stąd też druga hipoteza nazwy od "kolędy".
W I Rzeczypospolitej miejscowość należała do woj. podolskiego. W okresie zaboru austriackiego należała do pow. borszczowskiego. Kolędziany położone są 15 km na południowy wschód od Czortkowa przy drodze do Borszczowa na prawym brzegu rzeczki Niczławy (lewy dopływ Dniestru) w żyznej okolicy Podola.
Przed 1883 Kolędziany liczyły 1254 katolickich mieszkańców w tym: według religii: grekokatolików – 997 (79,5%), rzymskich katolików – 257 (20,5%).
Posiadały na miejscu parafię greckokatolicką z cerkwią św. Mikołaja, wymurowaną w 1888 roku i przynależącym do dekanatu Skała Podolska oraz kaplicę rzymskokatolicką (mały kościół) z 1772 roku podlegającą odległej o 8 km w kierunku pd. parafii w Jezierzanach, która w r. 1854 została wyodrębniona z parafii Borszczów. W kaplicy nabożeństwa były odprawiane okazyjnie (taka sama sytuacja istniała w okresie międzywojennym oraz np. w latach 70. XX w.).
Według spisu austro-węgierskiego na 31 grudnia 1900 roku (Gemeindelexikon Der Im Reichsrate Vertretenen Konigreiche und Lander) Kolędziany zajmowały powierzchnię 637 ha, i były zamieszkane przez 1461 osób (w 247 domostwach) w tym: * według płci
- - kobiety 737 (50,44%)
  - mężczyźni 724 (49,56%),
- według religii
  - grekokatolicy – 1267 (86,72%)
  - rzymscy katolicy – 181 (12,39%)
  - żydzi – 13 (0,89%)
- według używanego języka
  - rusiński – 1277 (87,41%)
  - polski – 184 (12,59%)
  - inne – 0 (0,00%)

Kornela Horodyskiego h. Korczak (zm. 1898), który odziedziczył posiadłość, zbudował gorzelnię i młyn parowy. W XIX w. najbliższy urząd pocztowy znajdował się w Dawidkowicach a stacja kolejowa linii Tarnopol – Borszczów w odległych 6 km na północny zachód Szmańkowczykach. Wieś posiadała szkołę filialną, gminną kasę pożyczkową, gorzelnię i młyn wodny.
W II Rzeczypospolitej była siedzibą gminy wiejskiej Kolędziany w powiecie czortkowskim w woj. tarnopolskim. Przed 1929 miejscowość zamieszkiwało 1681 osób. Oprócz ww. kooperatywy, gorzelni i młyna funkcjonowały także cegielnia, fabryka drożdży (istnieje do dziś), przedszkole oraz kamieniołomy. Kolędziany podlegały sądowi powiatowemu i okręgowemu w Czortkowie. W 1938 w Kolędzianach otwarto Dom Ludowy TSL. Około czerwca 1939 w Kolędzianach poświęcono fundamenty pod budowę kościoła parafialnego. Według Grzegorza Rąkowskiego przed wybuchem II wojny światowej Polacy stanowili prawie połowę ludności wsi.
Podczas okupacji niemieckiej we wsi istniała polska samoobrona, która w marcu 1944 roku odparła kilka ataków UPA. Już podczas drugiej okupacji sowieckiej ukraińscy nacjonaliści dokonali we wsi zbiorowych mordów: według Komańskiego i Siekierki w grudniu 1944 zabili 30 osób, natomiast według raportu Komitetu Ziem Wschodnich na przełomie stycznia i lutego 1945 zabili 17 osób, w tym 10 paląc. Wywołało to ucieczkę Polaków do Czortkowa. W czerwcu 1945 r. Polacy wrócili do Kolędzian.

## Zabytki
- Według Geografii Królestw Galicyi i Lodomeryi z 1786[11] Kolędziany były miastem. Istniał tam stary zamek obronny – forteca, pobudowany jeszcze przez Wołodyjowskich. W pierwszej połowie XIX w. Kolędziany były własnością rodziny Albinowskich h. Jastrzębiec, którzy szerzej są znani dopiero od drugiej połowy XVIII w. Ruiny zamku zostały ok. 1840 r. przebudowane na późnoklasycystyczny pałac[12] przez kolejnego właściciela pochodzącego z Wołynia Kornela Horodyskiego dwie wieże zamku przebudował na pawilony. Pałac w tym okresie urządzony był z rozmachem zarówno na zewnątrz, jak i wewnątrz. Pokoje zdobiły obrazy szkoły holenderskiej, na piętrze był duży taras widokowy, wewnątrz piece kaflowe, kominki i żyrandole, na tyłach budynku pałacowy ogród. Pałac został zniszczony w czasie I wojny światowej[12]. Po śmierci Karola miejscowość przypadła jego synowi Ludwikowi, który był jej ostatnim właścicielem i który mimo rozpoczęcia prac renowacyjnych nad pałacem z przyczyn braku funduszy zmuszony był je przerwać i ostatecznie przekazał pałac na cele społeczne. Po odzyskaniu przez Polskę niepodległości w pałacu doprowadzonym do użyteczności mieściło się przedszkole. W ponowną ruinę popadał stopniowo po wysiedleniu Polaków na zachód po zakończeniu II wojny światowej i umieszczeniu w pałacu początkowo szkoły średniej, a od 1977 zawodowej. W takim stanie pozostaje on do dziś (kwiecień 2012). Od 2010 r. posiadłość jest własnością ukraińskiego biznesmena.
- Na miejscowym cmentarzu znajduje się rzymskokatolicka kaplica (kościół) z 1772 roku[potrzebny przypis], będący obecnie w stanie ruiny. Wnętrze zostało zdewastowane przez miejscowych, podobnie jak krypty kościoła w których sprofanowano trumny szukając kosztowności. Podobny stan przedstawia okoliczny cmentarz rzymskokatolicki.
- cerkiew św. Mikołaja

## Nazwiska występujące w Kolędzianach do 1939
Albinowski, Basiurski, Bednarz, Bodnar, Brottschneider, Cymbała, Franczuk, Hefter, Horodyski,Jarosz,
Kopczyński, Krasicki, Kohn, Kumaniecki, Kuźnik, Lechman, Maćków, Olejnik, Ostapij, Pszenyczny, Romaniuk, Sigall, Słobodecki, Sokalski, Sołomynka, Somenklar, Stachów, Stodoła, Szemłej, Świetkowska, Topolnicki, Twardochleb, Wojtyszyn, Wołodyjowski, i inne.

## Osoby pochodzące z Kolędzian
- Kazimierz Krasicki, jeden z ostatnich dyplomatów II Rzeczypospolitej.

## Pobliskie miejscowości
- Czarnokońce Wielkie
- Dawidkowce
- Jezierzany
- Słobódka
- Szmańkowczyki
- Zalesie

### Mapy
- Kolendziany (Kolędziany) na wojskowej mapie (1:200 000 1cm=2km) austriacko-węgierskiej z r. ok. 1910
- Kolędziany (Kolindyany) – mapa satelitarna